# Ким Су Хван, Стефан
Стефа́н Ким Су Хван (кор. 김수환; 8 мая 1922, Тэгу, Корея — 16 февраля 2009, Сеул, Южная Корея) — корейский кардинал. На момент своей смерти являлся старейшим кардиналом-священником Римско-католической церкви по возведению в сан. Епископ Масана с 15 февраля 1966 по 9 апреля 1968. Архиепископ Сеула с 9 апреля 1968 по 29 мая 1998. Кардинал-священник с титулом церкви Сан-Феличе-де-Канталиче-а-Ченточелле с 28 апреля 1969 по 16 февраля 2009. Кардинал-протопресвитер с 13 марта 2004 по 16 февраля 2009.

## Начало служения
Стефан Ким Су Хван родился 8 мая 1922 года, в городе Тэгу, в Корее. Образование получил в семинарии Тэгу, а также в католическом Университете Софии в Токио.
27 октября 1947 года был посвящён в священники в Тэгу. Секретарь епископа Тэгу, пасторская работа в епархии Тэгу. В 1947—1956 годах и 1964—1966 годах директор епархиальной газеты The Catholic Shilbo. Далее продолжение обучения в 1957—1964 годах.

## Архиепископикардинал
15 февраля 1966 года Ким Су Хван был избран епископом Масана. Посвящён в епископы 31 мая 1966 года, ординацию совершил Антонио дель Джудиче — титулярный архиепископ Джераполи ди Сирия, интернунций в Корее. 9 апреля 1968 года папа Павел VI назначил его архиепископом Сеула.
Ким Су Хван был возведён в кардиналы папой римским Павлом VI на консистории от 28 апреля 1969 года. В возрасте 46 лет он был самым молодым членом Священной Коллегии Кардиналов в то время. Стал кардиналом-священником с титулом церкви Сан-Феличе-де-Канталиче-а-Ченточелле.

## Участие в Конклавах
Он участвовал в двух Конклавах 1978 года, в августовском и октябрьском.
29 мая 1998 года кардинал Ким Су Хван покинул пост архиепископа Сеула, вскоре после того как участвовал в качестве председателя-делегата на Специальной Ассамблеи для Азии Всемирного Синода епископов. После смерти кардинала Франца Кёнига в 2004 году, он стал самым старшим членом Коллегии Кардиналов на период службы, поскольку он был первым из трёх живых членов Коллегии, возведённых в кардиналы в 1969 году, в списке той консистории. Однако в церемониях Sede Vacante по смерти папы римского Иоанна Павла II титулом protoprete (кардинал-протопресвитер) на который кардинал Ким Су Хван имел право, обладал бразильский кардинал Эужениу де Араужу Салеш, также кардинал с 1969 года, которого Ким Су Хван был моложе как кардинал, но старше как священник и как епископ; Ким Су Хван был освобождён от исполнения некоторых церемониальных обязанностей службы.
Достигнув 80-летнего возраста в 2002 году, Ким Су Хван не участвовал в следующем Конклаве, поскольку он больше не имел права голосовать на папских выборах. При Папской Интронизации папы римского Бенедикта XVI он был освобождён от обязанностей кардинала-протопресвитера, но после интронизации сан был за ним сохранён.
Кардинал Стефан Су Хван Ким скончался 16 февраля 2009 года.